# Wasserwanderrastplatz

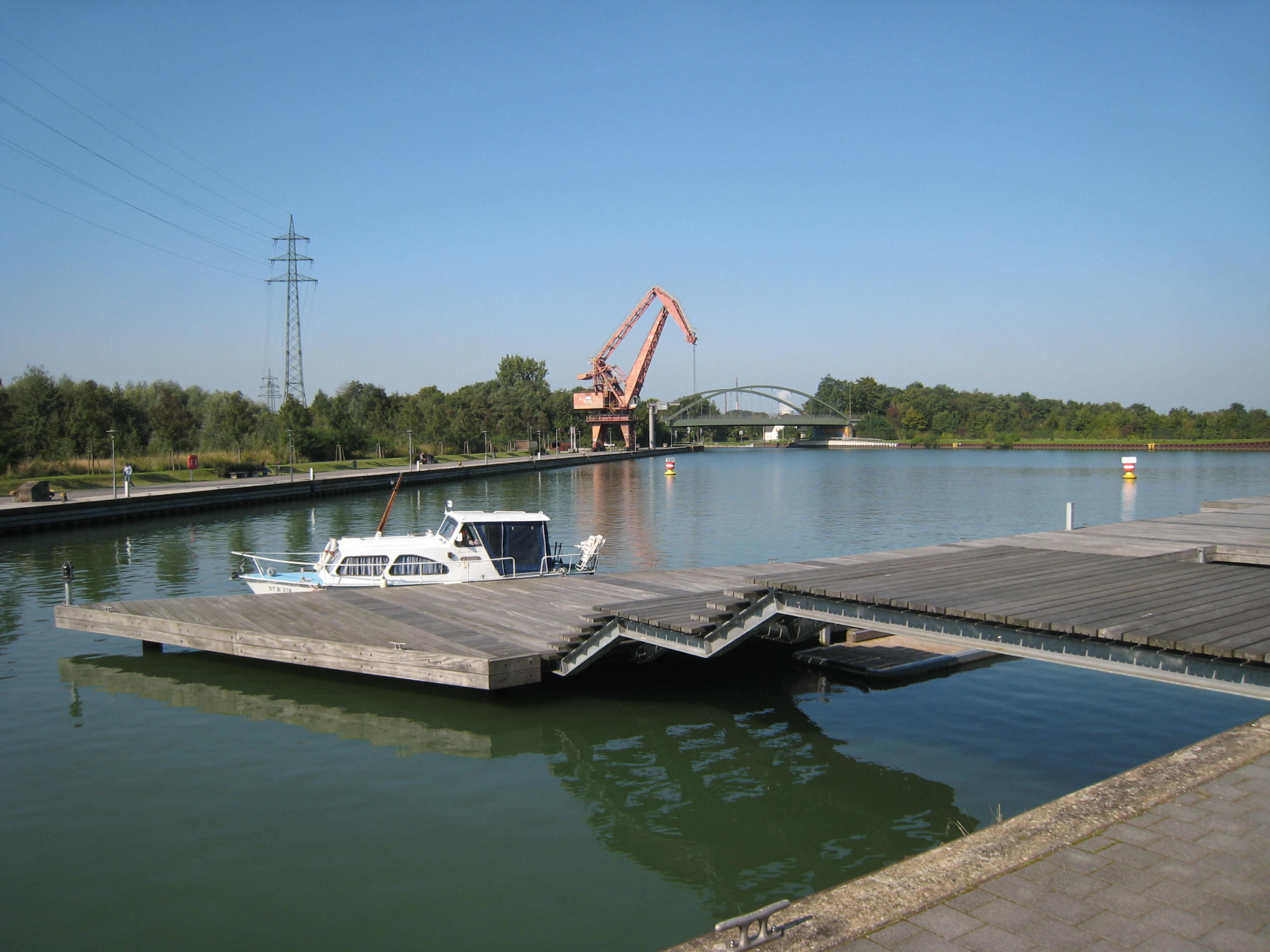
Wasserwanderrastplatz im Preußenhafen Lünen

Ein Wasserwanderrastplatz ist ein Bootsanleger für die Sportschifffahrt.
Wasserwanderrastplätze sind öffentliche Einrichtungen, die auf die Bedürfnisse der touristischen Sportschifffahrt ausgerichtet sind. Im Gegensatz zu einer Marina oder einem Vereinshafen sind die Anzahl der Liegeplätze und die Aufenthaltsdauer begrenzt.

## Uneinheitliche Definition
Der Begriff Wasserwanderrastplatz wird zurzeit noch unterschiedlich genutzt: Als Rastplatz für Kanuwanderer, als Liegeplatz für Motorboote an Binnengewässern und auch als Liegeplatz für Segelboote an der deutschen Ostseeküste. Für die Nutzer ist damit nicht auf den ersten Blick zu erkennen, welche Einrichtungen sie am Standort erwarten. Aus diesem Grund hat das Bundesministerium für Wirtschaft und Energie im Rahmen einer Marketinginitiative einheitliche Definitionen erarbeitet und in seinem Praxisleitfaden für wassertouristische Unternehmen, Kommunen und Vereine veröffentlicht:
„Ein Wasserwanderrastplatz (WWR) ist durch eine ausschließlich touristische Ausrichtung mit einer geringeren Anzahl an Liegeplätzen und einer Lage an einem Binnengewässer gekennzeichnet. Er richtet sich, wie der Name bereits suggeriert, an Wasserwanderer und hat für diese eine Funktion als Pausen-, Rast- oder kurzzeitiger Übernachtungsstandort. Die Aufenthaltsdauer ist damit begrenzt, so dass eine Nutzung durch Dauerlieger dort nicht möglich ist. Die wasserseitige Infrastruktur ist in erster Linie für motorisierte Sportboote ausgelegt. Eine Nutzung durch Kanuten ist grundsätzlich möglich, aber nicht zwingend. In der Regel bietet ein Wasserwanderrastplatz keine größere landseitige Infrastrukturausstattung, mindestens aber Sanitäranlagen sowie Strom- und Wasserversorgung. Die Betreibung ist sowohl öffentlich als auch privat möglich. Die Anzahl der Liegeplätze sollte sich in einer überschaubaren Größenordnung bewegen.“